# Rajko Brežančić
Rajko Brežančić (Vlasenica, Yugoslavia, 21 de agosto de 1989) es un futbolista de nacionalidad serbia. Juega como defensa y su equipo es el F. K. Radnički Belgrado de la Prva Liga Srbija.

## Trayectoria
Formado en el Partizán y más tarde, Bezanija, Teleoptik, Metalac o Cukaricki también figuran en su historial deportivo. Con el Partizán ganó la Superliga serbia y la Copa de Serbia en la temporada 2008-2009 y con el Cukaricki volvió a ganar la Copa. El lateral también llegó a jugar un partido de la previa de la Liga de Campeones con el Partizan de Belgrado en la temporada 2009-2010.
Fue nombrado en 2015 mejor lateral izquierdo de su país tras cuajar una gran temporada en el Cukaricki. El AZ Alkmaar pagó 600.000 euros por su traspaso y en el equipo neerlandés terminó jugando doce partidos de Liga y dos de Europa League.
Además, el jugador ha formado parte del combinado Sub-21 de la selección serbia.
En 2016 la S. D. Huesca se hizo con sus servicios, inactivo a nivel de competición oficial desde febrero de 2016, cuando jugó su último partido con el AZ Alkmaar. Se compromete hasta junio de 2017, con opción de renovación por dos años más. En enero de 2019 se desvinculó del conjunto oscense y firmó por el Málaga C. F. hasta 2020. Sin embargo, en julio de 2019 abandonó el conjunto malagueño para regresar al Partizán.

## Palmarés

### Títulos nacionales
| Título              | Club                 | País   | Año  |
| ------------------- | -------------------- | ------ | ---- |
| Superliga de Serbia | Partizán de Belgrado | Serbia | 2009 |
| Superliga de Serbia | Partizán de Belgrado | Serbia | 2010 |
| Copa de Serbia      | F. K. Čukarički      | Serbia | 2015 |